# Étoile à bosons
Une étoile à bosons est un objet astronomique hypothétique qui serait formé de particules de la famille des bosons, les étoiles conventionnelles étant principalement formées de fermions.

## Conditions d'existence
Pour qu'une étoile de ce type puisse exister, il doit y avoir un type de boson stable qui possèderait une petite masse. En 2021, il n'y a pas de preuve significative qu'une telle étoile existe. Néanmoins, on pourrait arriver à les détecter à partir de la radiation gravitationnelle émise par une étoile double formée de deux étoiles à bosons en orbite l'une autour de l'autre,.
Les étoiles à bosons peuvent avoir été formées par effondrement gravitationnel durant les étapes primordiales du Big Bang. Au moins en théorie, une étoile à bosons supermassive pourrait exister dans le noyau d'une galaxie, ce qui pourrait expliquer plusieurs des propriétés observées des noyaux galactiques actifs. Les étoiles à bosons ont également été proposées comme candidats comme objets de matière noire.